# Rio Lima (São Tomé)
Rio Lima é uma aldeia de São Tomé e Príncipe, localiza-se no distrito de Mé-Zóchi, ilha de São Tomé, próxima às localidades de Vista Alegre, Favorita e Filipina.